# Andrzej Skrzydlewski
Andrzej Skrzydlewski, född den 3 november 1946 i Ksawerów, Polen, död 28 maj 2006 i Ksawerów, var en polsk brottare som tog OS-brons i tungviktsbrottning i den grekisk-romerska klassen 1976 i Montréal. 